# Jalaun
Jalaun és una ciutat i municipalitat del districte de Jalaun a Uttar Pradesh, Índia. És capital de tahsil però no de districte, Està situada a 26° 09′ N, 79° 21′ E / 26.15°N,79.35°E. La població segons el cens de 2001 era de 50.033 habitants. El 1881 la població era de 10.057 habitants i el 1901 de 8.573.

## Història
Vegeu: Districte de Jalaun
Fou capital d'un estat maratha del 1806 al 1840. Per extinció sense descendència directa va passar als britànics el 1840. Un bon nombre dels seus habitants són marathes bramans, coneguts com a dakhini pandits, els ancestres dels quals van exercir funcions al servei del peshwa maratha. La fortalesa on van residir els sobirans fou desmantellada el 1860 i al seu lloc es va construir el mercat anomenat Whiteganj. Els britànics van preferir Orain com a capital del districte, per ser Jalaun poc saludable.